# Metamorphosis (Odaát)
A Metamorphosis az Odaát című televíziós sorozat negyedik évadjának negyedik epizódja.

## Cselekmény
Dean Castiel elmondottai alapján követi öccsét, aki Ruby-val együtt démonokra vadászik. 
Mikor Dean megtudja, hogy Sam képes képességével visszaűzni az emberbe bújt démont a Pokolba, teljesen kiborul. Míg Ruby-t hirtelen felindulásból megpróbálja megölni, Samet két pofánütéssel "jutalmazza".
Sam lecsillapítja bátyját és közli vele, hogy ezzel a módszerrel sokkal több embert mentett meg eddig, mint ők ketten összesen, mivel ez a fajta képesség az embert életben hagyja, csupán a démont űzi ki belőle.
A fiú telefonhívást kap régi családi barátjuktól, a szintén vadász Travistől, aki azt kéri a fivérektől, segítsenek neki, utazzanak Missouriba. 
A fiúk így is tesznek, és megtudják az öregedő vadásztól, hogy miért is hívta ide őket: egy Jack Montgomery férfinál átalakulás jelei mutatkoznak, mely során egy veszedelmes szörnyeteg, egy rougarou válhal belőle, amit csak egyvalami érdekel: az evés, az élelem pedig emberhús is lehet.
Sam ellenkezik, hogy megöljék a férfit -amit csak felégetéssel lehet véghezvinni-, mivel utánanézett egy-két dolognak, és azok alapján nem minden áldozat változik át szörnyeteggé, néhányan már legyőzték az átalakulást. 
Mialatt az ügyön dolgoznak, a fivérek csúnyán összevesznek, mivel Sam elárulja bátyjának, hogy démonvér folyik az ereiben, ettől pedig Dean szörnyetegnek kezdi hinni öccsét.
A fiúk elhatározzák, hogy megpróbálnak beszélni Jackkel, ám mikor elmondják a férfinak, mi is ő valójában, az elzavarja őket házából. Deanék ezután mindenhová követni kezdik, és miután megmentettek egy nőt Jack éhsége elől, megbizonyosodnak róla, hogy valóban át fog alakulni.
Időközben Travis a Montgomery házban elfogja Jacket, és annak feleségével együtt meg akarja ölni, mivel a nő terhes, így fennáll a veszélye annak, hogy a baba felnőttként szintén rougarou-vá válik. A feldühödött Jack egy váratlan pillanatban azonban elszabadul, kiszabadítja feleségét -aki ezután elszalad-, és a földre teperve Travist, megeszi a férfit. 
Nem sokkal később Winchesterék is megjelennek a helyszínen, így a rougarou-vá változott férfi őket is megtámadja, és elfogja Deant. Mikor Sam látja, hogy támadójuk már semmiképpen nem emberi, a magukkal hozott lángszóróval megöli a lényt.
A történtek után a fiúk továbbállnak, Sam azonban előtte közli bátyjával: abbahagyja a Ruby-val folytatott vadászatait, és nem használja többé képességét…

## Természetfeletti lények

### Rougarou
A rougarou egy veszedelmes természetfeletti lény, mely az emberből fejlődik ki: apáról fiára is öröklődhet, eleinte az ember egyre éhesebb lesz, majd miután már emberhúst is fogyasztott, nincs megállás a kannibalizmus felé. 
Az illető ekkor elkezd átalakulni, csontjai megváltoznak, szemei kidüllednek, és csak egyvalami érdekli: a táplálékszerzés. 
Néhány ember ugyan le tudta győzni az átváltozást, akinek ez azonban nem sikerül, azt egyfajta módon lehet megölni: el kell égetni.

## Időpontok és helyszínek
- 2008. ősze – Carthage, Missouri

## Zenék
- Phillip's Theme – Hound Dog Taylor and the HouseRockers

## Külső hivatkozások
- Supernatural-Metamorphosis az Internet Movie Database oldalon (angolul)